# Joan Francesc Ferrer Sicilia
Joan Francesc Ferrer "Rubi" (Vilassar de Mar, 5 februari 1970) is een Spaans voormalig voetballer en huidig voetbaltrainer. 

## Loopbaan als speler
Rubi speelde als profvoetballer voor verschillende kleinere Spaanse clubs: UE Vilassar de Mar (1989-1992), AEC Manlleu (1992-1994), RCD Espanyol B (1994-1995), CE L'Hospitalet (1995-1996), Pontevedra CF (1996-1997), Terrassa FC (1997-1998) en opnieuw UE Vilassar de Mar (1998-2001).

## Loopbaan als trainer
In 2001 begon Rubi als coach bij UE Vilassar de Mar. Vervolgens trainde hij in de lagere Spaanse divisies CE L'Hospitalet (2003-2004), CE Sabadell (2004-2005), RCD Espanyol B (2005-2008), SE Eivissa (2008-2009) en Benidorm CD (2009-2010). Met Espanyol B promoveerde Rubi in 2006 van de Tercera División naar de Segunda División B. 
In 2011 werd hij assistent-trainer bij Girona FC en een jaar later hoofdtrainer bij de club. Rubi leidde Girona FC in 2013 naar de op dat moment beste prestatie in de clubgeschiedenis met een vierde plaats in de Segunda División A. In de laatste rondes van de play-offs voor promotie was uiteindelijk UD Almería te sterk. 
In juni 2013 werd Rubi aangesteld als tweede assistent van Tito Vilanova bij FC Barcelona, naast Jordi Roura.
In 2014 werd Rubi hoofdcoach van Real Valladolid. 
Op 28 oktober 2015 werd hij coach van Levante UD. Hiermee degradeerde hij in het seizoen 2015/16 uit de Primera División, waarna de club hem in mei 2016 ontsloeg. 
Rubi werd in januari 2017 aangesteld als trainer van Sporting Gijón. Hij volgde Abelardo Fernández op bij de op dat moment nummer achttien van de Primera División. 
In juni 2018 werd Rubi aangesteld als trainer van RCD Espanyol. 
Na één seizoen vertrok hij echter weer waarna hij werd aangesteld als hoofdtrainer van Real Betis. Op 21 juni 2020 werd hij door de club ontslagen.
Ondanks het feit dat UD Almería zich na 36 wedstrijden op de derde plaats van de Segunda División A bevond, werd de Portugese coach José Manuel Gomes op 27 april 2021 aan de kant gezet.  Officieel om de ploeg terug te lanceren na twee verloren en twee gelijke spelen.  Op 28 april werd hij vervangen door Rubi. Maar ook hij had het moeilijk om de motor weer opnieuw te laten aanslaan, want in de eerste wedstrijd thuis tegen Oviedo werd een twee nul voorsprong weggegeven met een twee twee gelijkspel als resultaat.
Op 3 juni 2024 keerde Rubi terug naar UD Almería, waar hij een driejarig contract ondertekende.  Tijden het seizoen dat Rubi afwezig was geweest, kende de ploeg als voorlaatste in de eindrangschikking de degradatie.  Daardoor speelde hij vanaf seizoen 2024-2025 in de Segunda División A.